# Ктулху (фильм, 2000)
«Ктулху» (англ. Cthulhu) — малобюджетный австралийский фильм ужасов 2000 года, снятый Дамианом Хеффернаном. Он в основном основан на двух рассказах Лавкрафта: «Тварь на пороге» и «Тень над Иннсмутом». В нем Адам Сомес играет молодого студента, который обнаруживает, что его лучший друг стал участником культа, намеревающегося вырастить Ктулху. Он был показан на фестивале андеграундного кино в Мельбурне, после чего он был куплен Channel 9 для показа в Австралии в рамках своих обязательств по австралийской квоте контента. Фильм также был куплен Trend Films в Италии для показа через их сеть спутникового телевидения.

## Сюжет
Дэн (Адам Сомес), студент Мискатонийского университета, однажды застрелил своего друга Эдварда (Джеймс Пейн), который был пациентом лечебницы Аркхэм. Дэна судили и приговорили к пожизненному заключению в тюрьме Аркхем, но позже он был найден мертвым в своей камере с единственной рукописью, объясняющей его поступок. В нем он подробно описывает, что Эдвард начал встречаться с девушкой, Асенат (Мелисса Джорджиу), которая, как он утверждал, могла завладеть его телом, - эти силы она приобрела участвуя в тайном культе. Ситуация ухудшилась, когда Эдвард оказался замешанным в серии убийств и попал в тюрьму. Инспектор Леграсс (Пол Дуглас) привлек Дэна к расследованию и они вдвоем обнаружили, что Эдвард связан с культом, поклонявшимся Ктулху, и намеревался использовать силу существа в своих целях. Они заручаются помощью одного из профессоров университета, Армитэйджа (Марсель Миллер), чтобы попытаться предотвратить этот план. В итогде Армитейдж и Леграсс гибнут. Затем Дэн с ужасом обнаруживает, что его друг одержим Йог Сототом, — что привело его к убийству Эдварда.

## В ролях
- Пол Дуглас — инспектор Леграсс
- Мелисса Джорджиу — Асенат Уэйт
- Малкольм Миллер — профессор Армитаж
- Джеймс Пейн — Эдвард Дерби
- Адам Сомес — Дэн Аптон

## Производство
Фильм в основном снимался в Канберре в течение двух недель зимой 1996 года, а дополнительные сцены были сняты в начале 1997 года. Производство фильма завершилось в 1998 году. Большое количество внутренних локаций было снято в Королевская больницt Канберры, которая была выведена из эксплуатации в 1991 году и оставалась пустой в течение многих лет, прежде чем здание было разрушено в июле 1997 года. Ктулху был произведен с очень низким бюджетом и был снят на 16-миллиметровую пленку, а затем был переведен на цифровую Betacam для отделки. Черновой вариант был показан для Miramax в театре Australian Film, Television and Radio School в надежде получить средства на отделку, но в конечном итоге не был куплен. Продюсеры отказались от надежды на театральный релиз и собрали дополнительные средства, чтобы закончить видео для выпуска на DVD.

## Критика
Эндрю Мильоре и Джон Страйсик в книге «Lurker in the Lobby: A Guide to the Cinema of H. P. Lovecraft» пишут: «Несмотря на то, что швы видны, сюжет скрипит, а актерская игра не реалистичная, создатели «Ктулху» действительно постарались, и иногда этого достаточно. В конце концов, это искренняя попытка сплести воедино различные лавкрафтовские мотивы в цельный фильм».
1. ↑  Peter Shelley. Australian Horror Films, 1973-2010 = McFarland. pp. 155–157. ISBN 9780786489930.. — McFarland, 2012-09-18. — 327 с. — ISBN 978-0-7864-8993-0.
2. ↑  Cthulhu (23 июля 2000). Дата обращения: 6 февраля 2023. Архивировано 6 февраля 2023 года.
3. ↑  Andrew Migliore. Lurker in the lobby : a guide to the cinema of H.P. Lovecraft. — Portland, OR: Night Shade Books, 2006. — 341 pages с. — ISBN 1-892389-35-5, 978-1-892389-35-0.